# Lac de Menet
Le lac de Menet désigne un lac naturel de verrou glaciaire du Cantal, à l'ouest de Riom-ès-Montagnes, dans le Massif central.

## Géographie
Au nord de la commune de Menet et à l'est du puy de Menoyre (917 m), le lac se situe à 696 m d'altitude  et est alimenté par diverses sources. Il est accessible par la RD 36 et des voies communales. Un village de vacances en habitats légers de loisirs est implanté sur la rive est.  

### Hydrographie
Sa surface est de 14,7 hectares. son émissaire est un affluent en rive gauche de la Sumène, laquelle vient abonder la Dordogne à Arches.

### Flore
Au sud du lac se trouve une frange importante de phragmites. Le lac présente également quelques stations de nénuphars blancs et jaunes, d’iris aquatiques mais surtout la seule station de châtaignes d’eau (Trapa natans) du Cantal, inscrite sur la liste rouge régionale en tant qu'espèce prioritaire.

## Activités

### Randonnée
Un sentier d’interprétation piétonnier relie le bourg de Menet au village de vacances à l'est du lac avec différents équipements : ponton handipêche, zone de repos avec bancs transats, cabane dans les arbres,...

### Pêche
Ouvert à la pêche toute l'année, le lac contient perches, sandres, brochets carpes et poissons blancs,.